# Spar- und Bauverein Wülfel und Umgebung

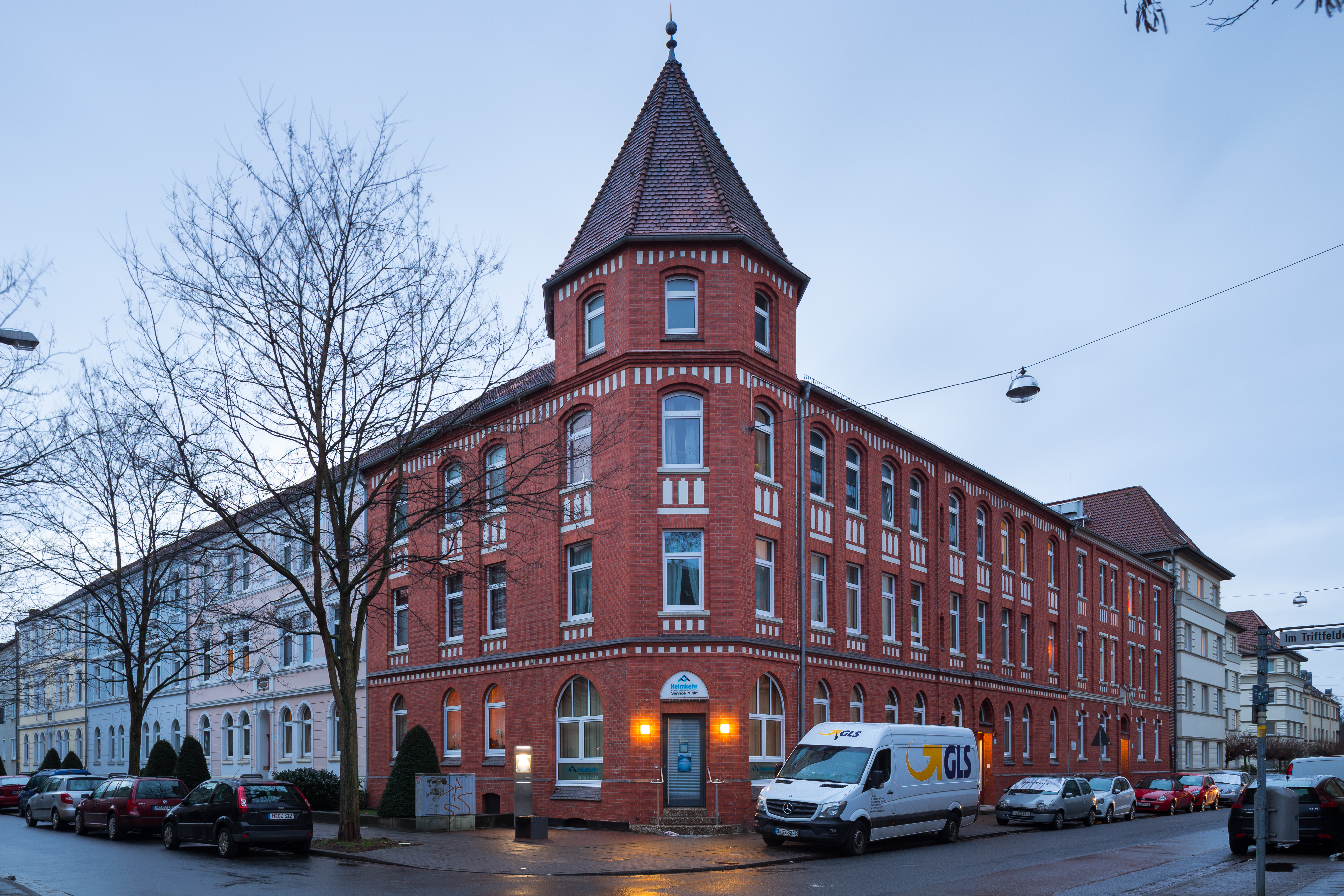
Das Eckhaus Ahornstraße 6 von 1927

Der Spar- und Bauverein Wülfel und Umgebung bei Hannover, auch Wülfeler Arbeiter Spar- und Bauverein genannt, war eine im 19. Jahrhundert in Wülfel gegründete Wohnungsbaugenossenschaft, die insbesondere im heutigen hannoverschen Stadtteil Mittelfeld einige bemerkenswerte Wohngebäude errichten ließ. Sitz der Genossenschaft war zeitweilig das Gebäude Hohe Linde 2 in Mittelfeld.

## Geschichte
Das zuvor seit dem Mittelalter jahrhundertelang gemeinsam mit Laatzen und Döhren das Kleine Freie bildende Dorf Wülfel hatte sich im Zuge der Industrialisierung seit der Mitte der 1850er Jahre durch den Anschluss an das Eisenbahnnetz und die Bahnstrecke Hannover–Kassel ab 1853 zu einem Industrie-Vorort der seinerzeit noch Königlich-Hannoverschen Residenzstadt Hannover entwickelt. Während der spekulative Arbeiterwohnungsbau insbesondere zwischen der Wiehbergstraße und der Hildesheimer Straße entwickelt wurde, schlossen sich zur Behebung der Wohnungsnot noch während der Gründerzeit des Deutschen Kaiserreichs 19 Männer zusammen: Am 15. Februar 1895 gründeten sie, vornehmlich Arbeiter, den Spar- und Bauverein Wülfel und Umgebung. Nach der Wahl des Schmiedes H. Reißig zu ihrem Vorstand und dem Schlosser Heinrich Fuge zu ihrem Aufsichtsratsvorsitzenden zählte die Wohnungsbaugenossenschaft schon im April desselben Jahres bereits 60 Mitglieder. Die Geschäftsführung übernahm für rund drei Jahrzehnte Karl Pagelsdorff (* 5. Februar 1870 in Stargard; † 2. März 1935 in Hannover).
Zu Beginn des 20. Jahrhunderts begann der Verein gemeinsam mit anderen Bauherren mit der Aufsiedelung des seinerzeit noch zur Gemarkung Wülfel gehörenden heutigen Stadtteils Mittelfeld im Bereich der Straßen Triftfeld und Ahornstraße. Mit Abbildungen aus einigen im Baujahr 1900 errichten Gebäuden in diesem Bereich haben sich teilweise historische Fotografien im Archiv der Genossenschaft erhalten.
Unter den damals in der Regel mehrgeschossig errichteten Mietwohnhäusern des Bauvereins im Bereich des heutigen Mittelfeldes imponiert die gegliederte Fassadenfront des Ensembles Ahornstraße 11 - 17 aus dem Baujahr 1910 mit seiner abwechslungsreichen Dachlandschaft. Bis kurz vor Beginn des Ersten Weltkrieges hatten durch die regen Aktivitäten der Genossenschaft rund 1.000 Menschen in 30 Häusern ein – bezahlbares – Dach über dem Kopf gefunden, der Krieg brachte die Bautätigkeit dann jedoch zunächst zum Erliegen.
Zum 25. Gründungsjubiläum im Jahr 1920 hieß es in der Festschrift der Genossenschaft:

„Unsere Hoffnungen, mitzuarbeiten an der Bewältigung der durch den Krieg entstandenen Wohnungsnot, sind zu unserem Bedauern – trotz aller erdenklichen Mühe und Arbeit – nicht in Erfüllung gegangen.“

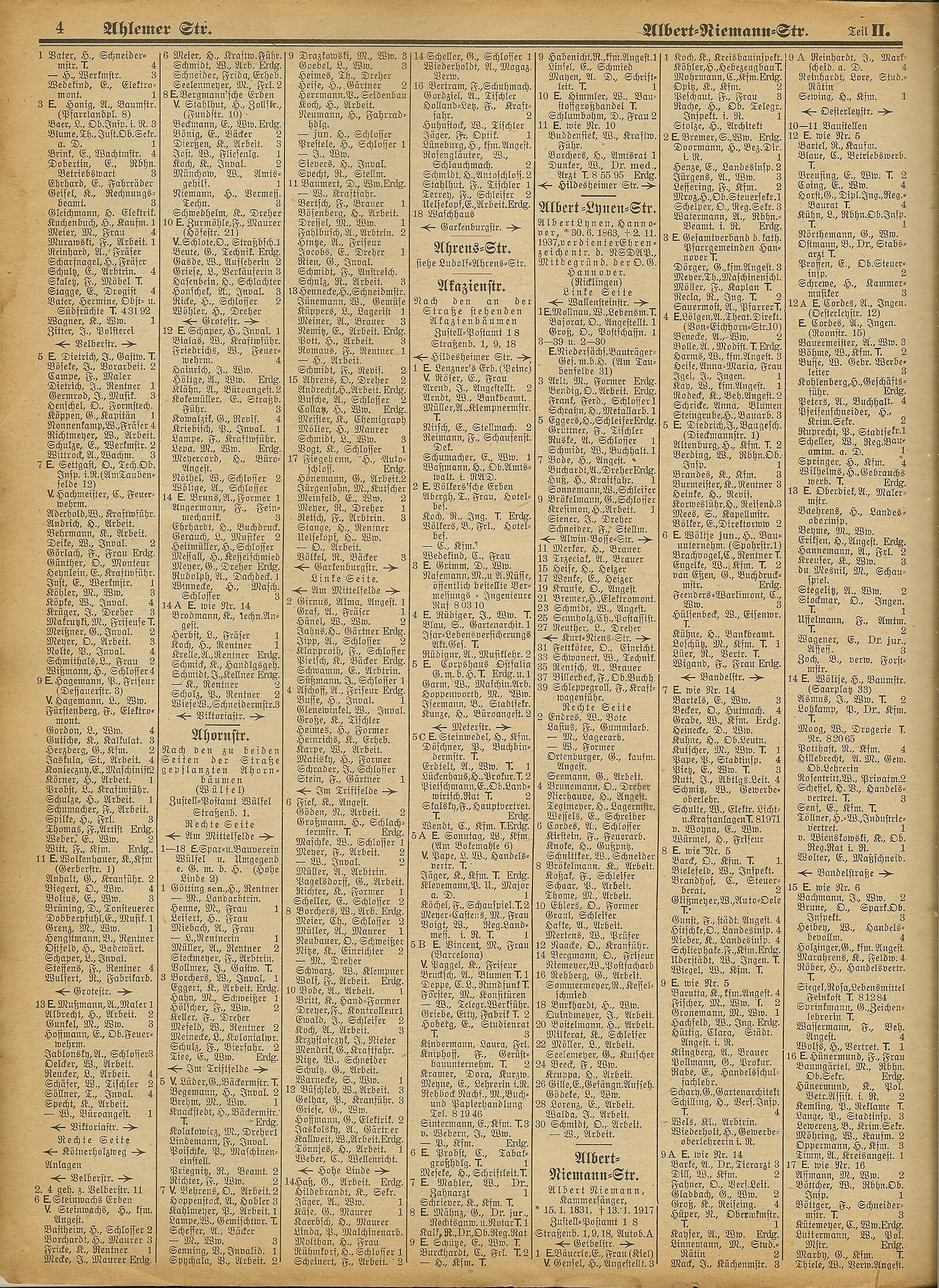
Seite aus dem Adressbuch der Stadt Hannover von 1942, darunter Angaben zum Spar- und Bauverein Wülfel und Umgebung in der Ahornstraße

Nicht zuletzt im Zuge der Deutschen Hyperinflation und dem Entzug der Zuschüsse durch das Preußische Ministerium für Volkswohlfahrt konnte der Wülfeler Bauverein 5 weitere geplante Mehrfamilienhäuser lange nicht verwirklichen. Dennoch konnte noch zur Zeit der Weimarer Republik der Arbeiterwohnungsbau in den 1920er Jahren auf der Westseite der Ahornstraße sowie an der Straße Hohe Linde ergänzt werden.
Da viele Wohnungen seinerzeit weder mit Halb- noch mit Vollbädern ausgestattet waren, veranlasste der Bauvereins-Geschäftsführer Karl Pagelsdorff den Bau eines Badehauses zwischen den bestehenden Häuserzeilen in Mittelfeld.
Aus dem Jahr 1927 haben sich Mehrfamilienhäuser des Spar- und Bauvereins Wülfel und Umgebung beispielsweise das Eckgebäude unter der Adresse Ahornstraße 6 erhalten, zudem eine großteils verputzte Gebäudereihe von der Ahornstraße 1 und Am Mittelfelde 86 - 88 sowie der mit Anklängen der Neuen Sachlichkeit 1927 errichtete Klinkerbau Roßkampstraße 8 unter Sattelwalmdach.
Seinen letzten Verwaltungssitz hatte der Bauverein im Haus Nummer 2 der ebenfalls erst 1927 angelegten Straße Hohe Linde.
Zur Zeit des Nationalsozialismus und mitten im Zweiten Weltkrieg zeugte das Adressbuch der Stadt Hannover von 1942 von der großen Zahl der Arbeiter und Invaliden als Mieter beispielsweise in den dem damaligen Bauverein gehörenden Gebäuden Ahornstraße 1 – 18. Kurze Zeit später, im Jahr der verheerendsten Luftangriffe auf Hannover, fusionierte der Spar- und Bauverein Wülfel und Umgebung gemeinsam unter anderem mit dem Beamten-Wohnungs-Verein für Hannover und Umgegend am 23. April 1943 zur Wohnungsgenossenschaft Heimkehr.
Nach dem Krieg beteiligte sich der Sohn des verstorbenen Geschäftsführers Pagelsdorff, der erfolgreiche Rugby-Spieler Willi Pagelsdorf beim FC Schwalbe „[...] maßgeblich am Wiederaufbau der Infrastruktur Wülfels und Mittelfelds“. Nachdem der 1950 in Mittelfeld angelegte Pagelsdorffweg nach seinem Vater benannt wurde, wurde Willi Pagelsdorf – mit nur einem f im Namen – Vater des späteren Fußball-Bundesliga-Trainers Frank Pagelsdorf.

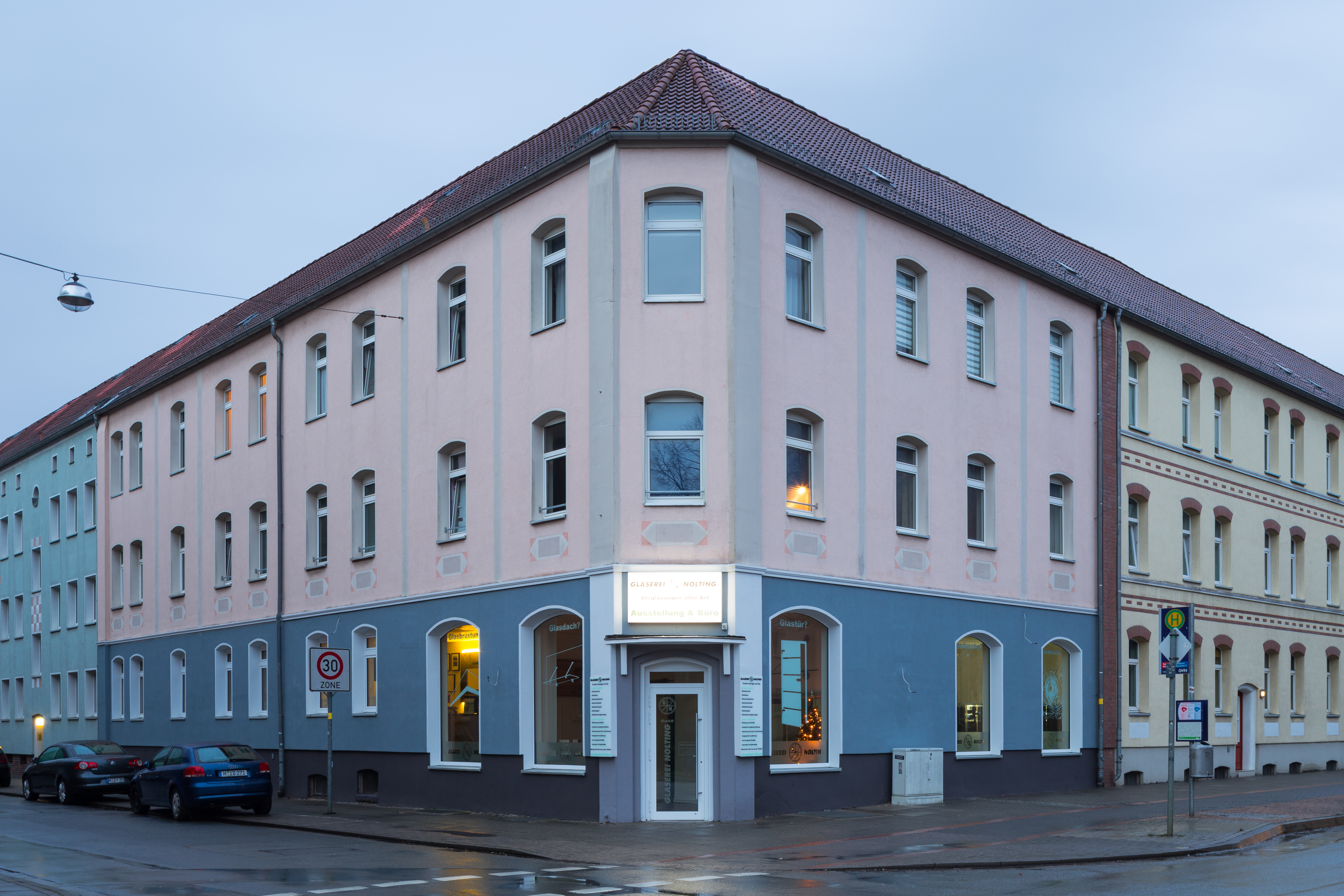
Haus Ahornstraße 1
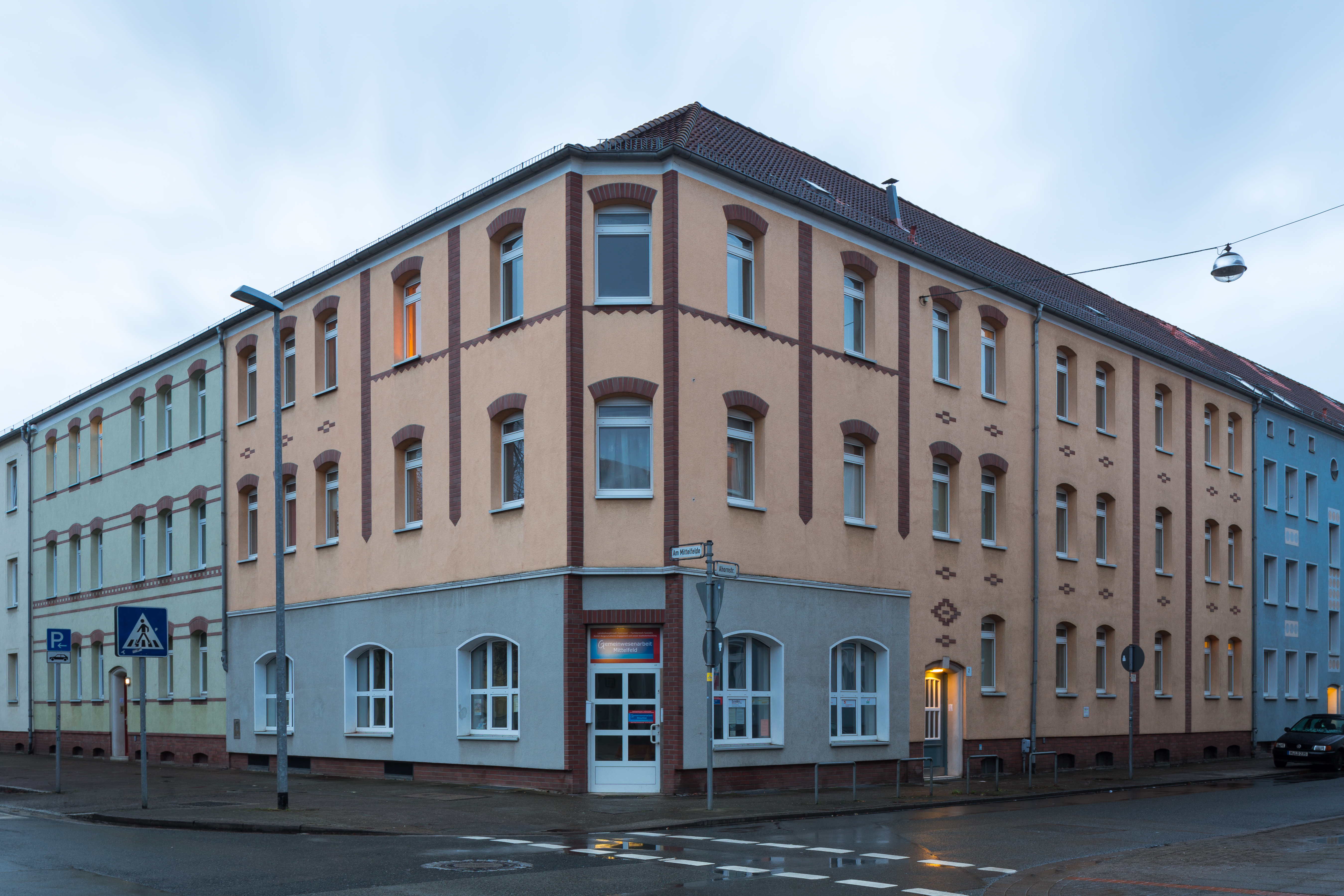
Haus Ahornstraße 2
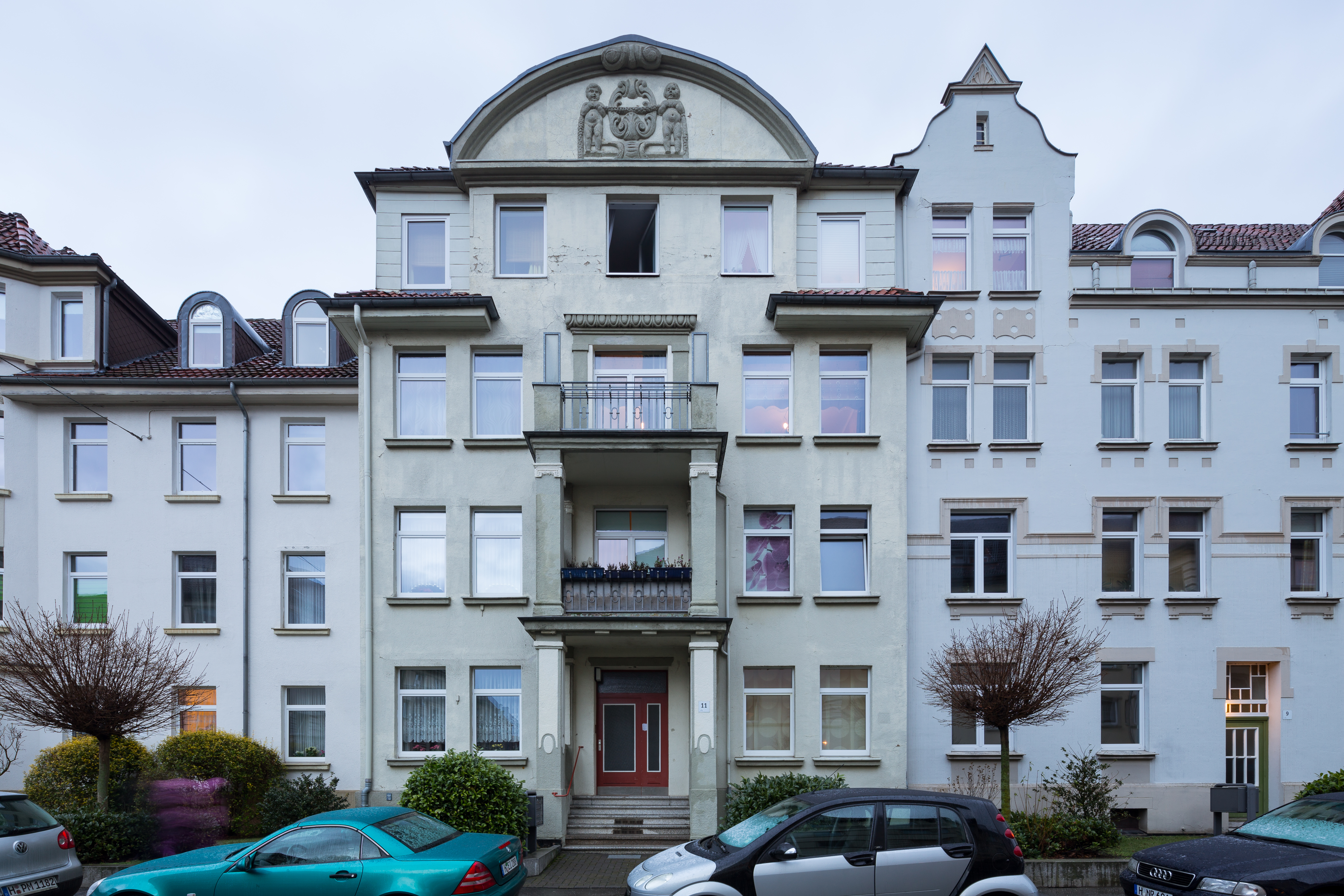
Haus Ahornstraße 11
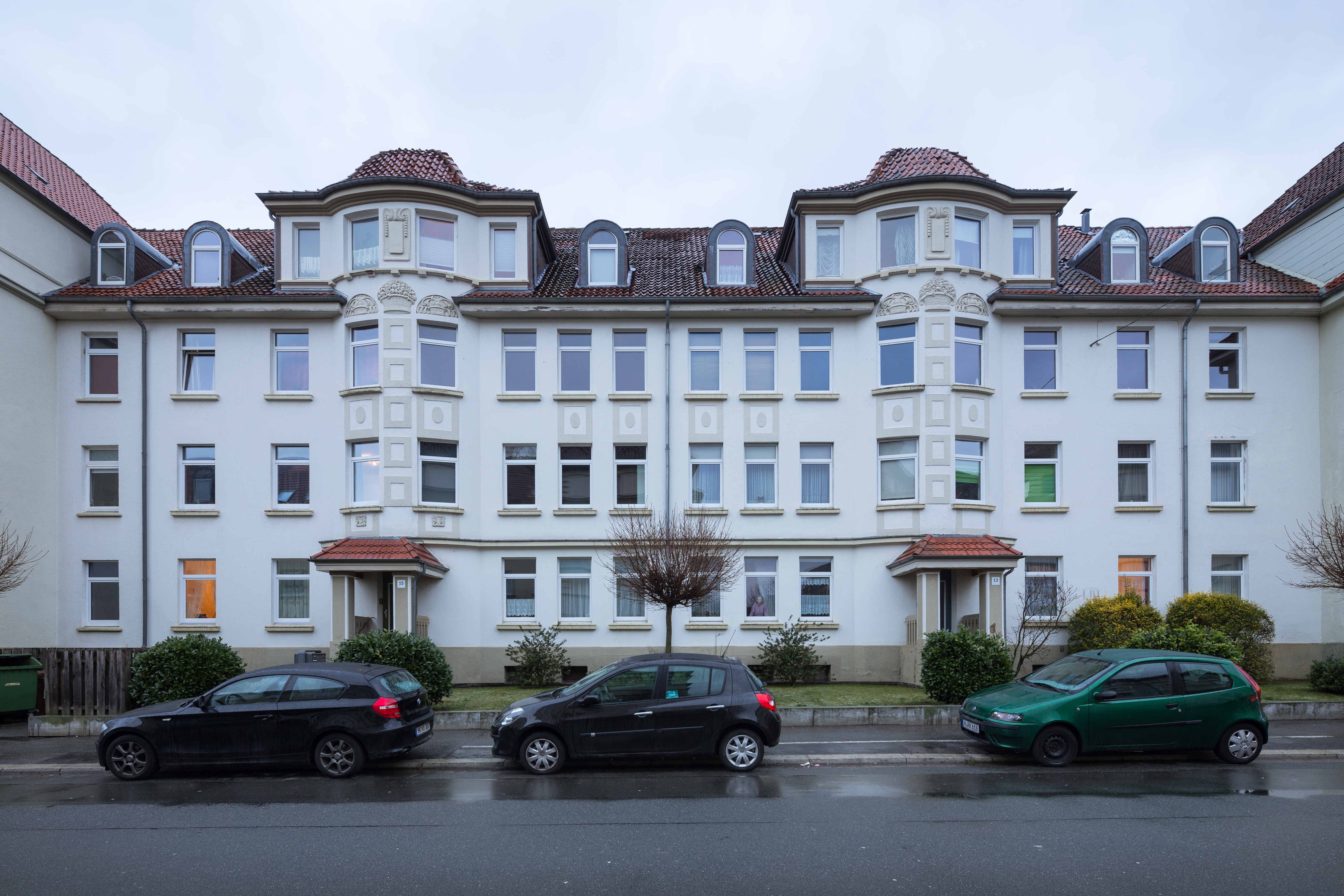
Häuser Ahornstraße 15 und 13
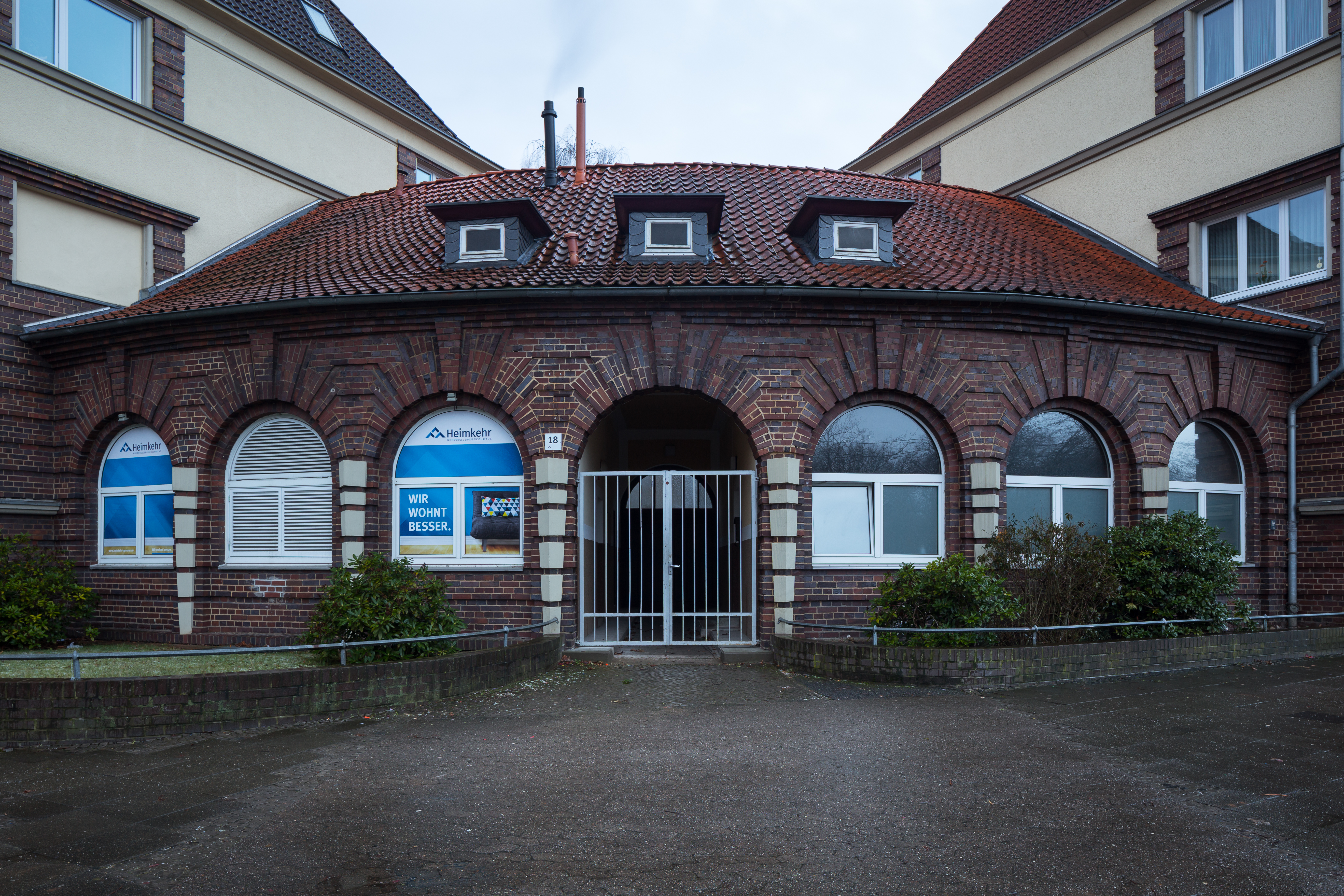
Eingang zu Haus Ahornstraße 18
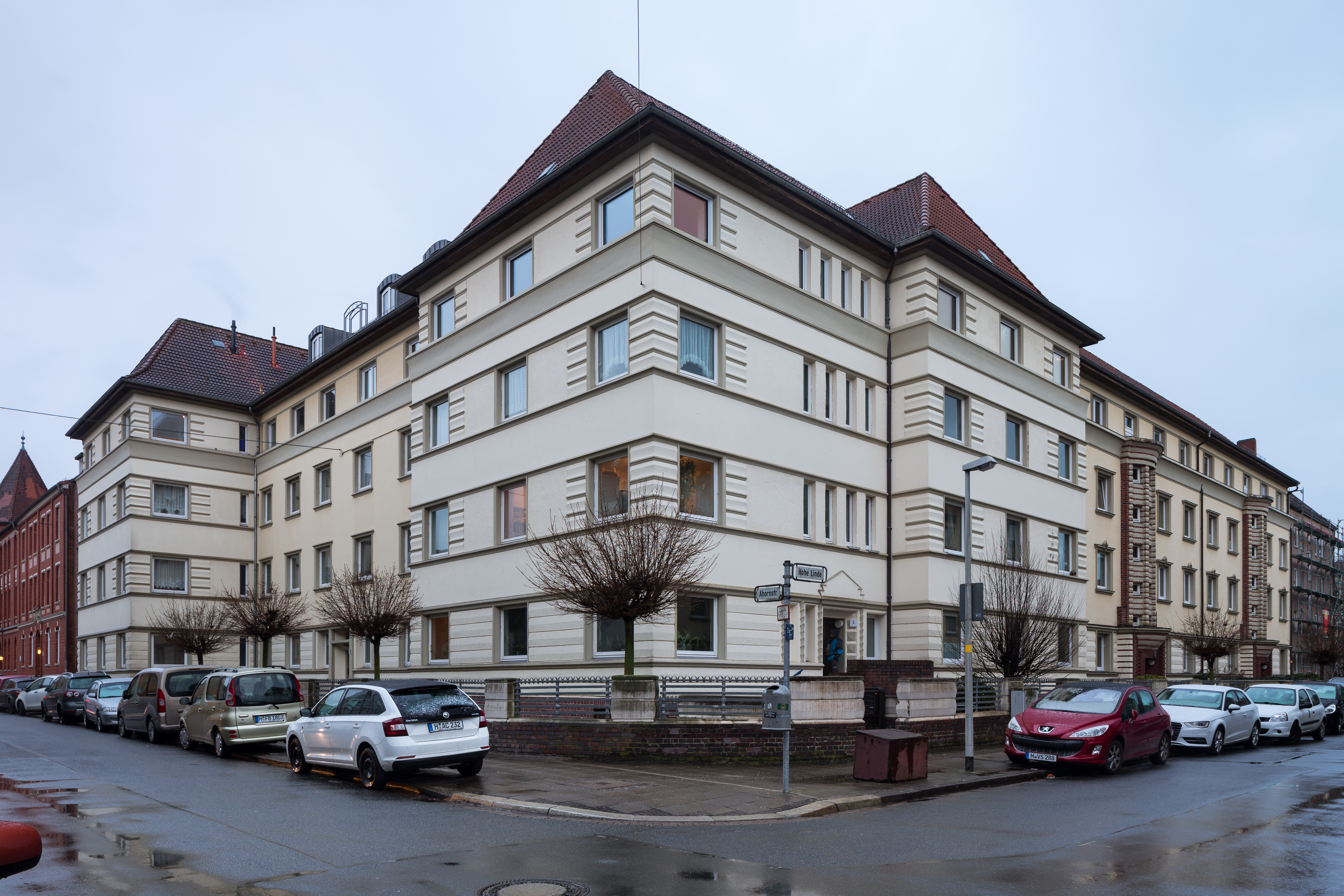
Haus Hohe Linde 1
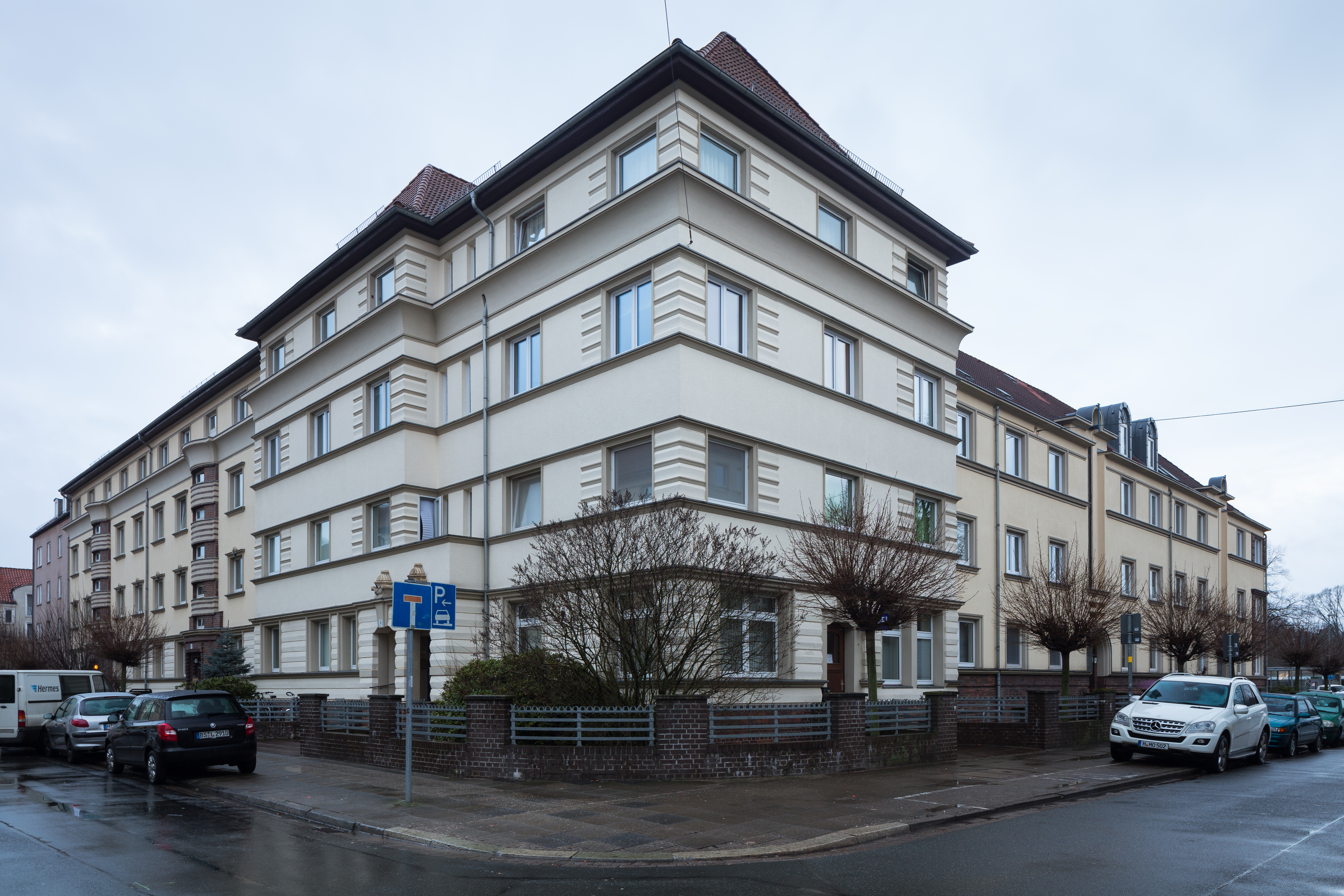
Haus Hohe Linde 2
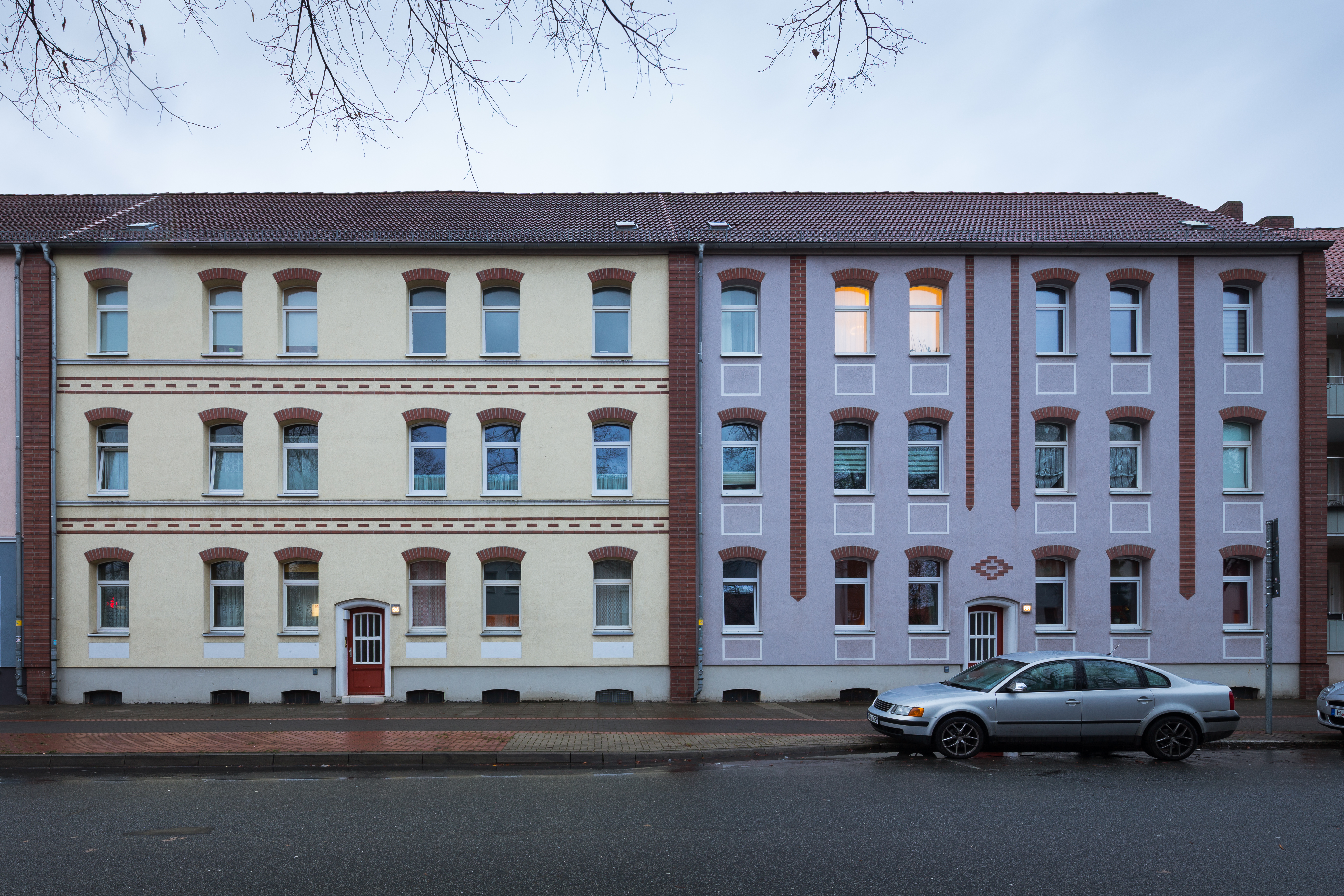
Häuser Am Mittelfelde 86 und 88

## Archivalien
Archivalien von und über den Spar- und Bauverein Wülfel und Umgebung finden sich beispielsweise
- als historische Fotografien im Archiv der Wohnungsgenossenschaft Heimkehr[1]